# Шчућин
Шчућин (пољ. Szczucin) је град у Пољској у Војводству Малопољском у Повјату дабровском. Према попису становништва из 2011. у граду је живело 4.189 становника.

## Демографија
| 2011. | 2012. |
| ----- | ----- |
| 4.189 | 4.175 |